# 동경 62도
동경 62도(東經62度)는 본초 자오선에서 동쪽으로 58도 떨어진 경선이다. 북극점에서 시작하여 북극해, 유럽, 아시아, 인도양, 남극해, 남극을 거쳐 남극점에 이른다.
동경 62도는 서경 118도와 이어져 지구의 둘레를 이룬다.
북극점에서 남극점까지 동경 62도선은 다음 지역을 지나간다.
| 좌표                                                  | 나라, 지역, 해역 | 주석                                                            |
| ----------------------------------------------------- | ---------------- | --------------------------------------------------------------- |
| 북위 90° 0′ 동경 62° 0′  / 북위 90.000° 동경 62.000°  | 북극해           |                                                                 |
| 북위 81° 38′ 동경 62° 0′  / 북위 81.633° 동경 62.000° | 러시아           | 제믈랴프란차이오시파 제도의 아델라이디 섬과 프레덴 섬           |
| 북위 81° 31′ 동경 62° 0′  / 북위 81.517° 동경 62.000° | 북극해           |                                                                 |
| 북위 80° 51′ 동경 62° 0′  / 북위 80.850° 동경 62.000° | 러시아           | 제믈랴프란차이오시파 제도 빌체카 섬                             |
| 북위 80° 34′ 동경 62° 0′  / 북위 80.567° 동경 62.000° | 바렌츠해         |                                                                 |
| 북위 76° 16′ 동경 62° 0′  / 북위 76.267° 동경 62.000° | 러시아           | 노바야제믈랴 섬의 세베르니 섬                                   |
| 북위 75° 26′ 동경 62° 0′  / 북위 75.433° 동경 62.000° | 카라해           |                                                                 |
| 북위 69° 45′ 동경 62° 0′  / 북위 69.750° 동경 62.000° | 러시아           |                                                                 |
| 북위 53° 57′ 동경 62° 0′  / 북위 53.950° 동경 62.000° | 카자흐스탄       |                                                                 |
| 북위 53° 8′ 동경 62° 0′  / 북위 53.133° 동경 62.000°  | 러시아           |                                                                 |
| 북위 52° 57′ 동경 62° 0′  / 북위 52.950° 동경 62.000° | 카자흐스탄       |                                                                 |
| 북위 43° 30′ 동경 62° 0′  / 북위 43.500° 동경 62.000° | 우즈베키스탄     |                                                                 |
| 북위 40° 53′ 동경 62° 0′  / 북위 40.883° 동경 62.000° | 투르크메니스탄   |                                                                 |
| 북위 35° 27′ 동경 62° 0′  / 북위 35.450° 동경 62.000° | 아프가니스탄     |                                                                 |
| 북위 29° 31′ 동경 62° 0′  / 북위 29.517° 동경 62.000° | 파키스탄         | 발로치스탄 주                                                   |
| 북위 28° 32′ 동경 62° 0′  / 북위 28.533° 동경 62.000° | 이란             |                                                                 |
| 북위 26° 17′ 동경 62° 0′  / 북위 26.283° 동경 62.000° | 파키스탄         | 발로치스탄 주                                                   |
| 북위 25° 6′ 동경 62° 0′  / 북위 25.100° 동경 62.000°  | 인도양           |                                                                 |
| 남위 60° 0′ 동경 62° 0′  / 남위 60.000° 동경 62.000°  | 남극해           |                                                                 |
| 남위 67° 32′ 동경 62° 0′  / 남위 67.533° 동경 62.000° | 남극             | 오스트레일리아령 남극 지역, 오스트레일리아가 영유권을 주장한다. |

## 같이 보기
- 동경 61도
- 동경 63도